# Bushnell (Dacota do Sul)
Bushnell é uma cidade  localizada no estado norte-americano de Dacota do Sul, no Condado de Brookings.

## Demografia
Segundo o censo norte-americano de 2000, a sua população era de 75 habitantes. 
Em 2006, foi estimada uma população de 67, um decréscimo de 8 (-10.7%).

## Geografia
De acordo com o United States Census Bureau tem uma área de 
1,8 km², dos quais 1,8 km² cobertos por terra e 0,0 km² cobertos por água.

## Localidades na vizinhança
O diagrama seguinte representa as localidades num raio de 24 km ao redor de Bushnell. 